# إستر أوروزكو
إستر أوروزكو (بالإسبانية: Esther Orozco)‏ هي أحيائية وعالمة نبات مكسيكية، ولدت في 25 أبريل 1945 في Guerrero Municipality, Chihuahua ‏ في المكسيك.